# Orglarstvo Škrabl
Orglarstvo Škrabl d.o.o. je slovensko podjetje, ki se ukvarja z izdelavo in restavriranjem orgel in harmonijev. Sedež je v vasi Brestovec v Občini Rogaška Slatina. Ustanovitelj in direktor podjetja je Anton Škrabl. Škrabl velja za enega najbolj znanih izdelovalcev orgel v svetovnem merilu. Njegova orglarska delavnica je danes ena največjih v Evropi, največja je po velikosti, številu zaposlenih in po številu orgel, ki jih letno izdelajo.

## Anton Škrabl
Družina Škrablovih je bila vedno tesno povezana s cerkvijo in cerkvenimi opravili, pa tudi s cerkveno glasbo. Anton Škrabl je bil v svoji mladosti ministrant, kar je bil do svojega devetnajstega leta. Najprej je hotel postati duhovnik, vendar ga šolanje na gimnaziji ni pritegnilo. V bližnji mizarski delavnici se je izučil za mizarja in to delo opravljal do leta 1986. Ves čas je bil tudi član cerkvenega zbora, pravtako pa je pel tudi pri posvetnem moškem pevskem zboru. V poklic orglarstva ga je pripeljala ljubezen do petja in orgel. Leta 1983 se je vpisal na orgelski tečaj na Teološko fakulteto Ljubljana, na oddelek v Mariboru. Tam se mu je porodila misel, da bi bilo prav in potrebno, da bi orgle, ki so v slovenskih cerkvah in so nekatere že zelo dotrajane, nekdo popravil, restavriral, jih očistil in usposobil za ponovno igranje. Ko je Škofija Maribor razpisala vajeništvo za izdelavo orgel v Nemčiji, se je Škrabl prijavil kot prostovoljec in tako začel svojo orglarsko kariero. Najprej se je izobraževal v Orglarski šoli Ludwigsburg v Baden-Württembergu, nato pa v svetovno znanem podjetju Orgelbau Sandtner v mestu Dillingen an der Donau na Bavarskem. V Nemčiji je postal orglarski mojster. Po vrnitvi v domovino je sodeloval pri ustanovitvi Škofijske orglarske delavnice v Mariboru, kjer se je tudi zaposlil. Po približno enem letu se je leta 1990 osamosvojil in odprl lastno orglarsko delavnico.
Kot podjetnik je nastopil v oddaji Prava ideja in Alpe-Donava-Jadran na Televiziji Slovenija.

## Podjetje
Podjetje je Anton Škrabl ustanovil leta 1990 in takrat pričel še s tremi delavci restavrirati stare orgle in izdelovati nove. Leta 1994 je odprl prvo podružnico v Avstriji, kasneje pa še podružnice v Nemčiji, Belgiji in Združenih državah Amerike. Od leta 2018 je podjetje registrirano kot družba z omejeno odgovornostjo (d.o.o), pred tem pa je bila njena pravna oblika samostojni podjetnik (s.p.). Ponujajo tudi vodene oglede procesa izdelave orgel v domači orglarski delavnici.
Podjetje deluje na 10.000 m2 površine, od tega je 4200 m2 proizvodnih prostorov in 5500 m2 odprtega prostora. Na leto izdelajo ali popravijo 12 do 20 orgel. V sam proces izdelave orgel je vključenih okoli 20 različnih poklicev. Izdelava orgel povprečno traja približno tri leta. Načrte natisnejo v merilu 1:1, kar pomeni od 200 do 300 m2 načrtov.
V posameznih orglah je povprečno okrog 200.000 delov, vsi pa so izdelani v podjetju. Narejeni so iz različnih materialov kot so les, jeklo ali usnje. V podjetju je tudi livarna, v kateri izdelujejo pločevino za cevi. V delavnici opravijo tudi vsa restavratorska dela kot so marmoriranje, konzerviranje, rezbarjenje, pozlačevanje in drugo, saj zaposlujejo restavratorje in ročne rezbarje.
Pred začetkom izdelave ekipa preveri različne dejavnike prostora končne postavitve orgel, in sicer velikost prostora, akustiko, temperaturo, vlago in drugo. Ko so orgle v podjetju dokončane, jih nazaj razstavijo in po delih dostavijo naročniku ter jih na končni lokaciji ponovno sestavijo in uglasijo. Na koncu orgle okrasijo še z rezbarijami iz lipovega lesa. Največ dela izvedejo ročno.

## Opus 400
Do sedaj največje Škrablove orgle so orgle opus 400, ki so bile narejene za Dvorano Narodnega simfoničnega orkestra Poljskega radia (NOSPR) v Katovicah, Poljska, ki ima kapaciteto 1800 sedežev. So hkrati največje orgle, kar jih je v zgodovini izdelalo slovensko orglarstvo. BBC Music Magazine jih je opisal kot ene največjih novih inštrumentov, ki so bili v zadnjem času zgrajeni v evropski koncertni dvorani. Izdelava orgel se je začela aprila 2017, inavguracijski koncert pa je bil 13. januarja 2023. Izdelava je potekala v posvetovanju z arhitektom dvorane Tomaszom Koniorjem in organistom in profesorjem orglarstva Julianom Gemblaskijem. Orgle so stale 20,6 milijona poljskih zlotov (4,4 milijone €), od česar sta 14,3 milijone zlotov prispevala mesto Katovice in Ministrstvo za kulturo in narodno dediščino.
Orgle sestavlja več kot milijon delov, imajo več kot 7000 piščali in 108 registrov. Visoke so 13 metrov, široke 9 metrov in imajo globino 6 metrov. Zavzemajo prostor 150 m2. Imajo dve igralni mizi, pri čemer je ena integrirana in ima štiri manuale in pedal, druga s petimi manuali in pedalom pa je mobilna in jo je mogoče postaviti ob orkester kjerkoli na odru. Zgrajene so v francoskem simfoničnem slogu, pri čemer se je Škrabl navdihoval pri orglah stolnice v Rouenu in stolnice Notre-Dame v Parizu. Osnovno modeliranje je sledilo zasnovi uglednega francoskega orglarja Aristida Cavailléja-Colla (en) iz poznega 19. stoletja. Čeprav je inštrument večinoma mehanski, vključuje tudi sodobne elektromagnetne, elektronske in optične sisteme, zaradi česar je eden tehnološko najnaprednejših.

## Število orgel
Podatki za leto 2023:
- Evropa: 19 držav s skupno 398 orglami, največ v Sloveniji (143 orgel)
- Azija: Japonska (1 orgle), Kazahstan (1 orgle), Kitajska (1 orgle), Rusija (4 orgle)
- Severna Amerika: Združene države Amerike (11 orgel)
- Afrika: Nigerija (1 orgle)
- Avstralija (1 orgle)

Skupno: 418 orgel v 26 državah na 5 kontinentih.

## Nagrade
- 1996: zlati ceh, nagrada Mednarodnega obrtnega sejma (MOS) v Celju
- 2000: plaketa Občine Rogaška Slatina[4]
- 2001: zlati ceh
- 2003: obrtnik leta (Anton Škrabl), nagrada Obrtno-podjetniške zbornice Slovenije[5][16]